# Esgrafiados de la parroquial de Vallanca
Los Esgrafiados de la parroquial de Vallanca constituyen la decoración parietal interna de la iglesia de Nuestra Señora de los Ángeles de Vallanca, en el Rincón de Ademuz, provincia de Valencia, (Comunidad Valenciana, España).
Los esgrafiados son de finales del Seiscientos siglo XVII, principios del Setecientos, siglo XVIII.

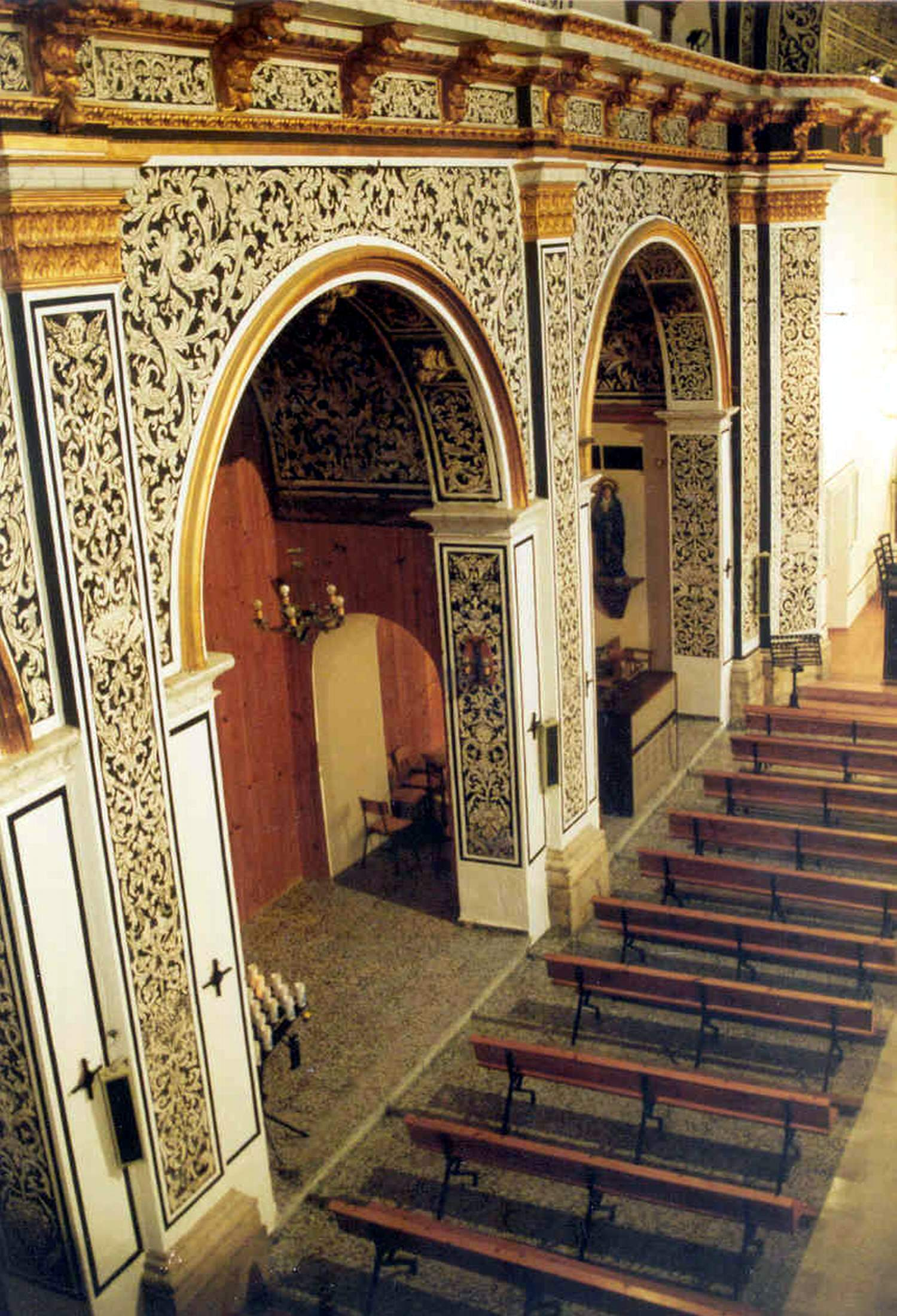
Detalle de esgrafiado en la iglesia de Nuestra Señora de los Ángeles (Valencia).

## Antecedentes históricos
La dezmería vallanquera es una de las más antiguas del arciprestazgo ademucero, actualmente dentro de la diócesis de Valencia, junto con la de Ademuz y la de Castielfabib, pues se halla entre las iglesias parroquiales creadas tras la conquista cristiana de la zona en 1210 por Pedro II de Aragón. Así lo certifica un documento que hace referencia a la misma en 1232, con ocasión de cierto conflicto habido entre el obispo de Segorbe-Albarracín y el cabildo de la catedral por los diezmos de estas tres parroquias, y en cuya solución tuvo que mediar el arzobispo de Toledo, don Rodrigo Ximénez de Rada.
Sin embargo, la fábrica del actual templo es mucho más reciente. En la relación ad limina del obispo de Segorbe don Antonio Ferrer Milá (1698) se dice que la iglesia parroquial es de nueva construcción y actualmente perfecta (ecclesia parrochialis de novo edificata et iam perfecta). Y otro tanto podría decirse de la siguiente relación (1705), donde el mismo prelado dice: Real población, antes en territorio de Ademuz tiene cien domicilios, un rector, una capellanía, dos cofradías, una iglesia parroquial que hace pocos años fue edificada de nuevo. En definitiva, se puede deducir que en esas fechas se terminaron definitivamente las obras.
El informe de la relación hace referencia, además, a la independencia de Vallanca de la villa de Ademuz, a cuya jurisdicción perteneció hasta su emancipación en 1695, durante el reinado de Carlos II el Hechizado. En definitiva, la ornamentación interior de la iglesia parroquial de Nuestra Señora de los Ángeles de Vallanca, donde destaca el esgrafiado barroco, data de esa época, finales del siglo XVII y principios del XVIII.

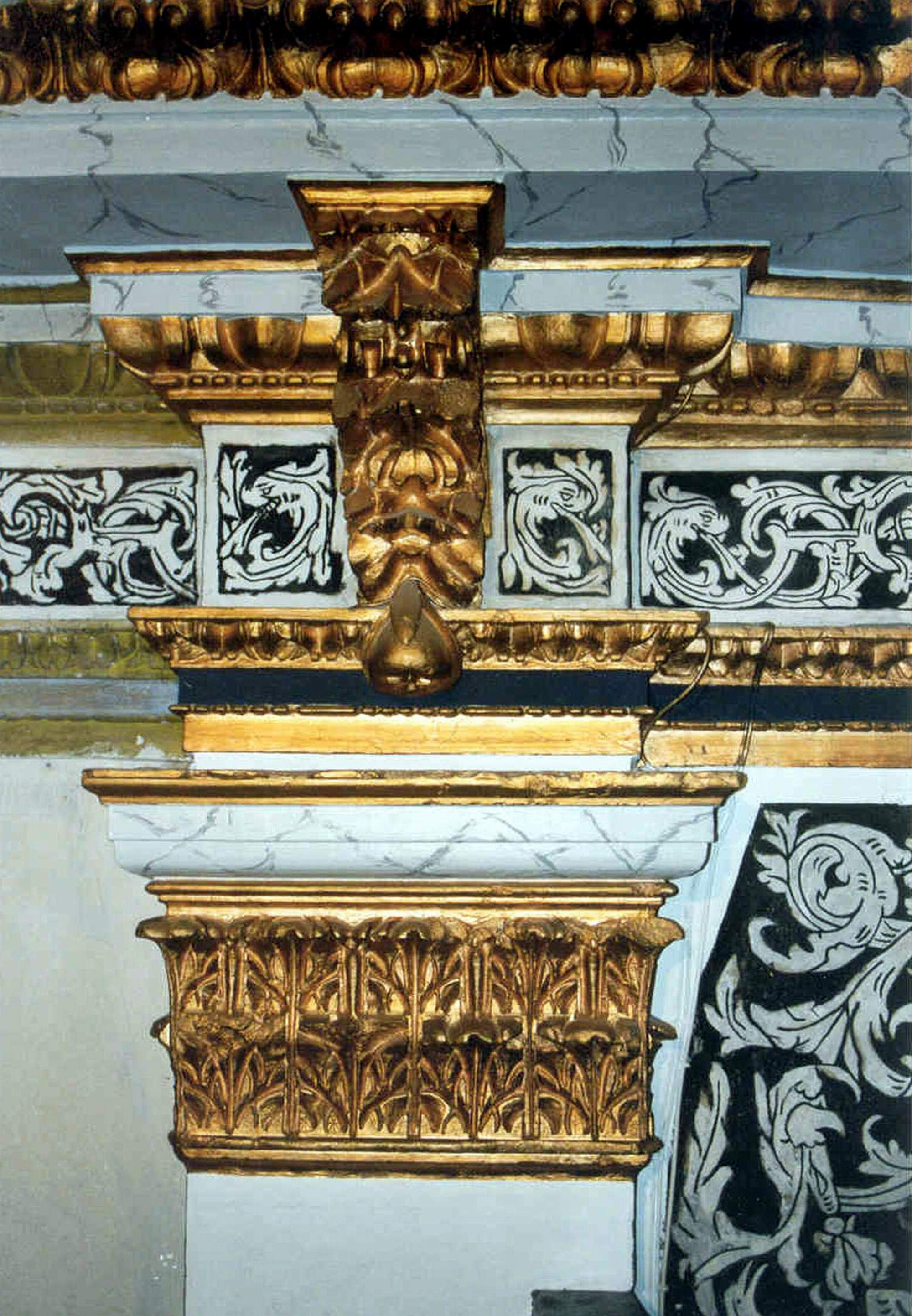
Detalle de esgrafiado en la iglesia de Nuestra Señora de los Ángeles (Valencia).

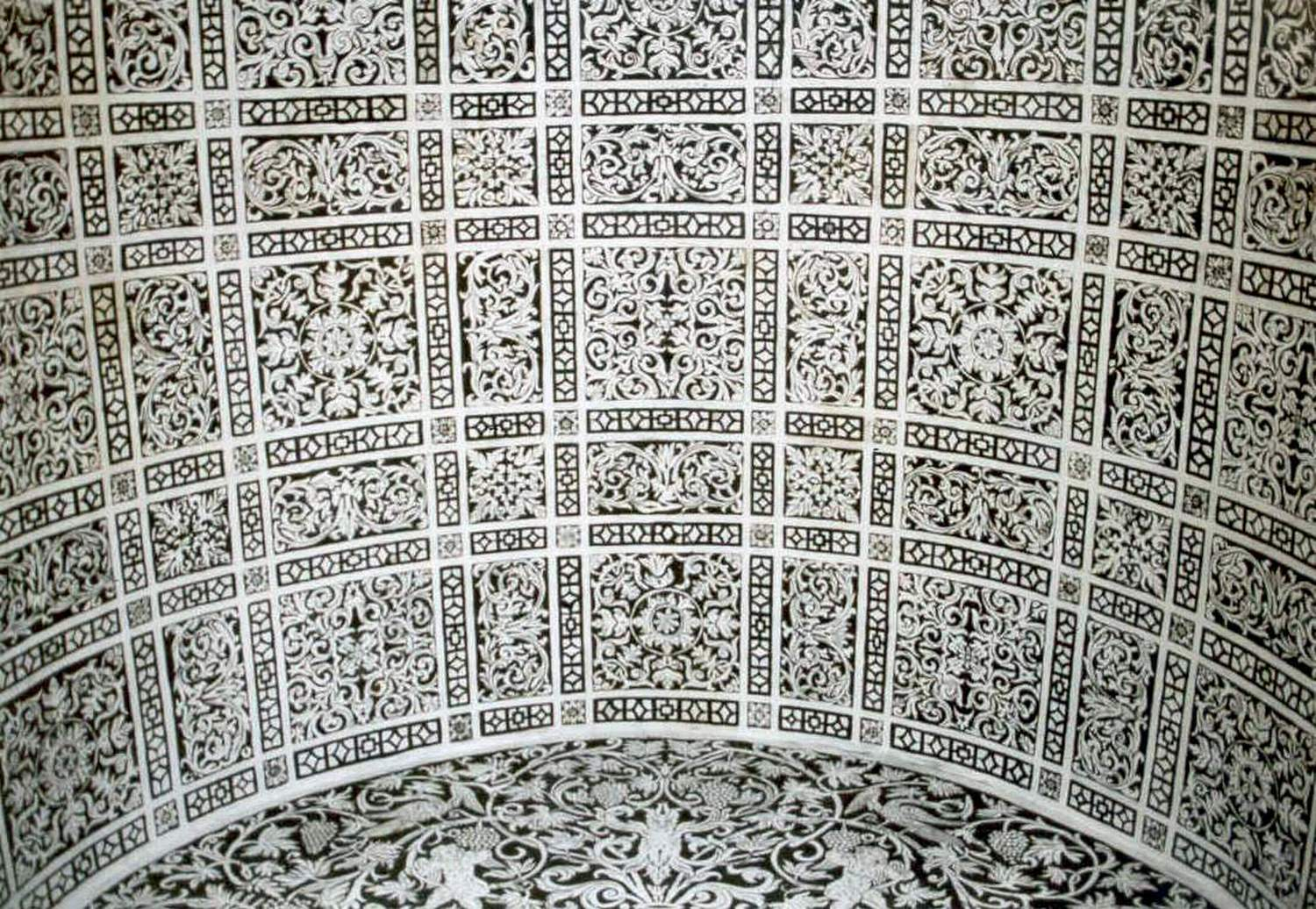
Detalle de esgrafiado en la iglesia de Nuestra Señora de los Ángeles (Valencia).

## La técnica del esgrafiado
El término esgrafiado procede del italiano sgraffiare (=hacer incisiones o rascar con el grafio). El proceso de esgrafiado sobre un muro, cual es el caso de la iglesia parroquial de Vallanca, tiene características y terminología propias. En líneas generales, su elaboración se basó en extender un rebozo oscuro (negro) sobre la pared y dejándolo secar [se utilizan los mismos materiales que para el fresco, pero mezclando el pigmento con el mortero]. Cuando estuvo seco, fratasado y áspero, para que agarrase el enyesado, se extendió sobre el primer rebozado otra capa fina del mismo color. Y antes de que secase del todo, se extendió sobre la segunda otro estrato de color más claro (blanco), de grosor variable, según el relieve que se pretendió obtener. Pasado un tiempo se procedió al estarcido, estampando los dibujos sobre la superficie, mediante unas plantillas (de papel u otro material), sobre el que se pasó una brocha. 
Como los dibujos se hallan perforados en la línea que los define, al pasar el cisquero o muñequilla por la plantilla los dibujos quedan punteados sobre la pared. Después se procedió a hacer el rascado y las incisiones oportunas, desprendiendo la capa superior (contra-trepa) y quedando al descubierto las capas inferiores (trepa), más oscuras. El resultado es la bellísima solución decorativa que actualmente tenemos, perfectamente apreciable, pese a actuaciones posteriores poco acertadas.

## Descripción de los esgrafiados de Vallanca
Precisamente, al entrar en la iglesia de Vallanca lo que más llama la atención es la profusa decoración que posee. Ornamentando la cúpula de medio cañón del presbiterio y parte alta del testero, así como en las pilastras que miran a la nave central, frontis y cúpulas de algunas capillas laterales e intradós (=superficie interior o cóncava) de los arcos de aquellas; asimismo, en la porción plana, por debajo del saliente de la cornisa que recorre la parte alta de la nave, de la cabecera a los pies. Este mismo adorno se hace extensivo a los arcos de la bóveda en la nave central. También en un admirable y original rosetón que hay en el techo de la entrada principal del templo, correspondiente al piso del alto coro, que luce un singular colorido azul-cobalto, en contraste con el blanco y negro del ornamentado general.

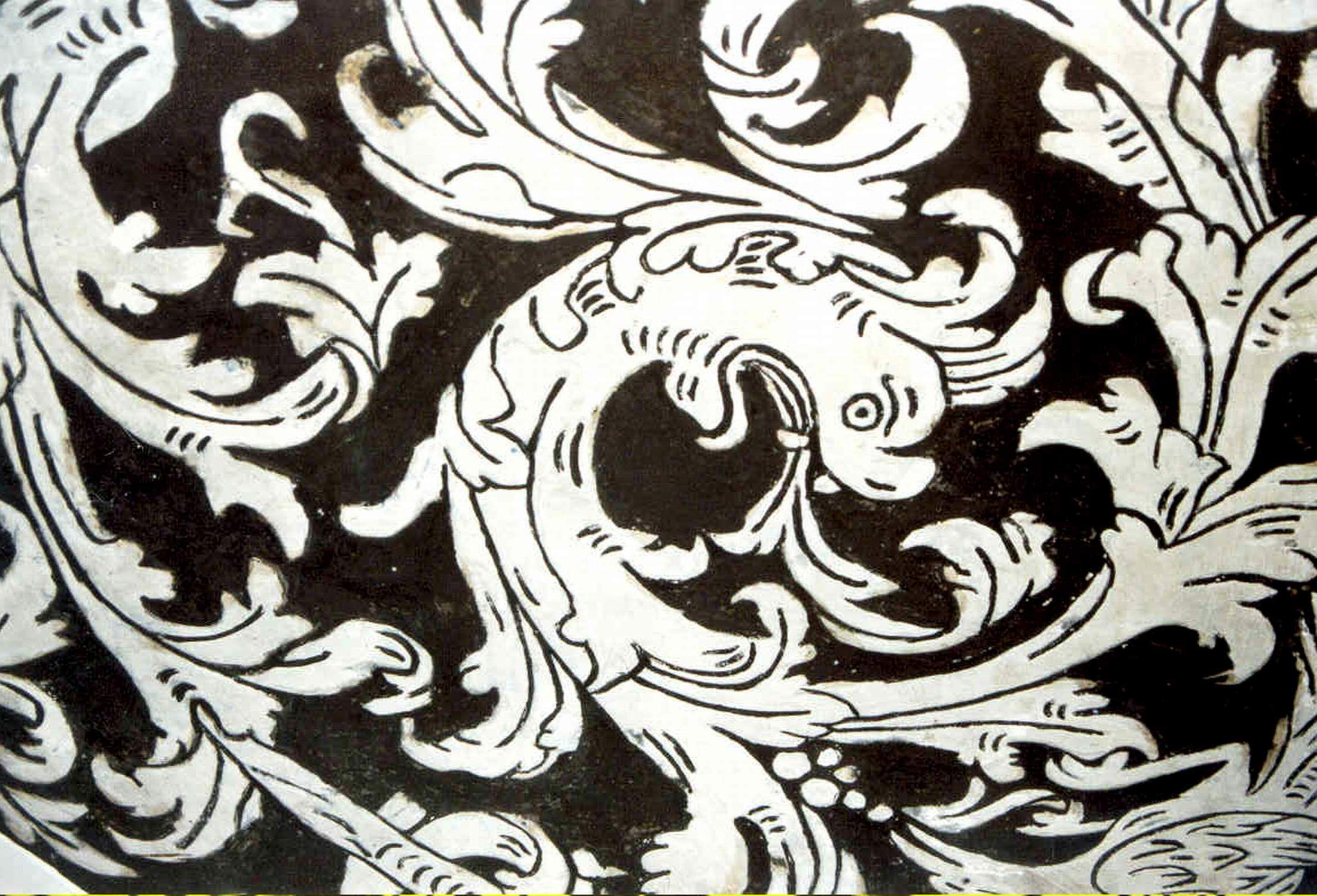
Detalle de esgrafiado en la iglesia de Nuestra Señora de los Ángeles (Valencia).

Los asuntos esgrafiados son básicamente fitomórficos (hojas y flores), aunque también se evidencian otras motivaciones figurativas: antropomórficas (fisonomías humanas) y zoomórficas (terrestres y acuáticas). Destaca sobremanera la ornamentación de la cúpula de cañón del presbiterio, donde la profusión de motivos florales se hallan enmarcados en espacios geométricos, rectangulares y cuadrados, que se alternan, conteniendo cada uno idénticos motivos, simétricamente repetidos a lo largo y ancho del arco. Sin embargo, el delirio ornamental se manifiesta con especial intensidad en la secuencia de la parte alta del testero, donde la profusión de formas vegetales (hojas de vid y racimos), zoomórficas y antropomórficas alcanza su clímax. Culminación y apogeo que se distribuye rellenando todo el espacio, entre los dos querubines que hay a cada lado, por encima de una variedad de recipiente, de cuya embocadura parece emerger un ave con forma de lechuza -ave rapaz, símbolo de la sabiduría-, y toda aquella exaltación decorativa.
Semejante ornamentación cumple todas las expectativas del barroco, ya que aquel estilo se caracterizó por la profusión de adornos (volutas y roleos) donde predominaba la línea curva y las formas ensortijadas hasta el encrespado. De la misma forma, su predominio se extendió entre los siglos XVII-XVIII, en íntimo maridaje con el espíritu de la Contrarreforma tridentina, época que coincide, como se ha visto, con la de remate del templo de Vallanca, constituyendo la culminación de su aderezo.

## Remodelación de las decoraciones
Recientemente (2007) se han repuesto las molduras doradas que engalanaban antaño los arcos de las capillas laterales, sacando moldes de aquellas que todavía se conservan en algunos altares.
Los trabajos de rehabilitación y remodelación se han completado con la inclusión de pinturas nuevas, ajenas a la historia del edificio. Se trata de varios medallones dispuestos en los tramos de la bóveda de la nave central, con distintos motivos marianos: desde la cabecera a los pies, el primero representa una Anunciación, el segundo una Virgen con Niño y el tercero una Asunción. Fueron compuestos en el taller del valenciano José A. Espinar (el mismo artista que inventó la pintura de la bóveda del presbiterio en la iglesia arciprestal de Ademuz recientemente). Para ello se utilizó una base de fibra de vidrio y una técnica mixta de pinturas al óleo y acrílico. Las figuras recrean el estilo renacentista, desafortunadamente ajeno al tono barroco del templo, siguiendo modelos existentes en la basílica de San Pedro de la Ciudad del Vaticano, y su fondo imita el mosaico, utilizando pan dorado.
El ornato se remata con vidrieras, realizadas por los mismos vecinos en un taller de artesanía del vidrio, destacando el de la venerada imagen de la Virgen de Santerón que cierra el vano de la fachada principal del templo.

## Galería

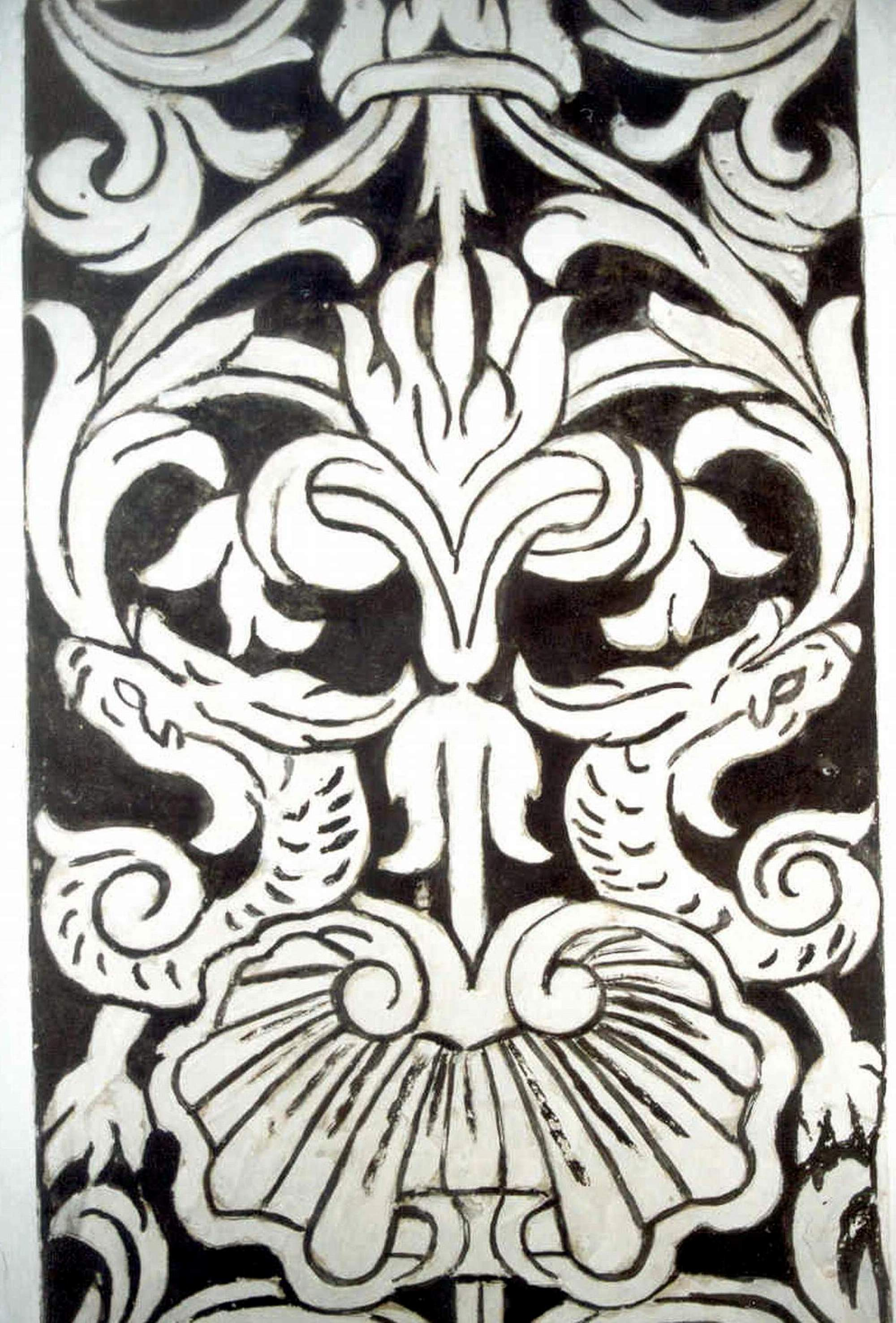
Detalle de esgrafiado en la iglesia de Nuestra Señora de los Ángeles (Valencia).
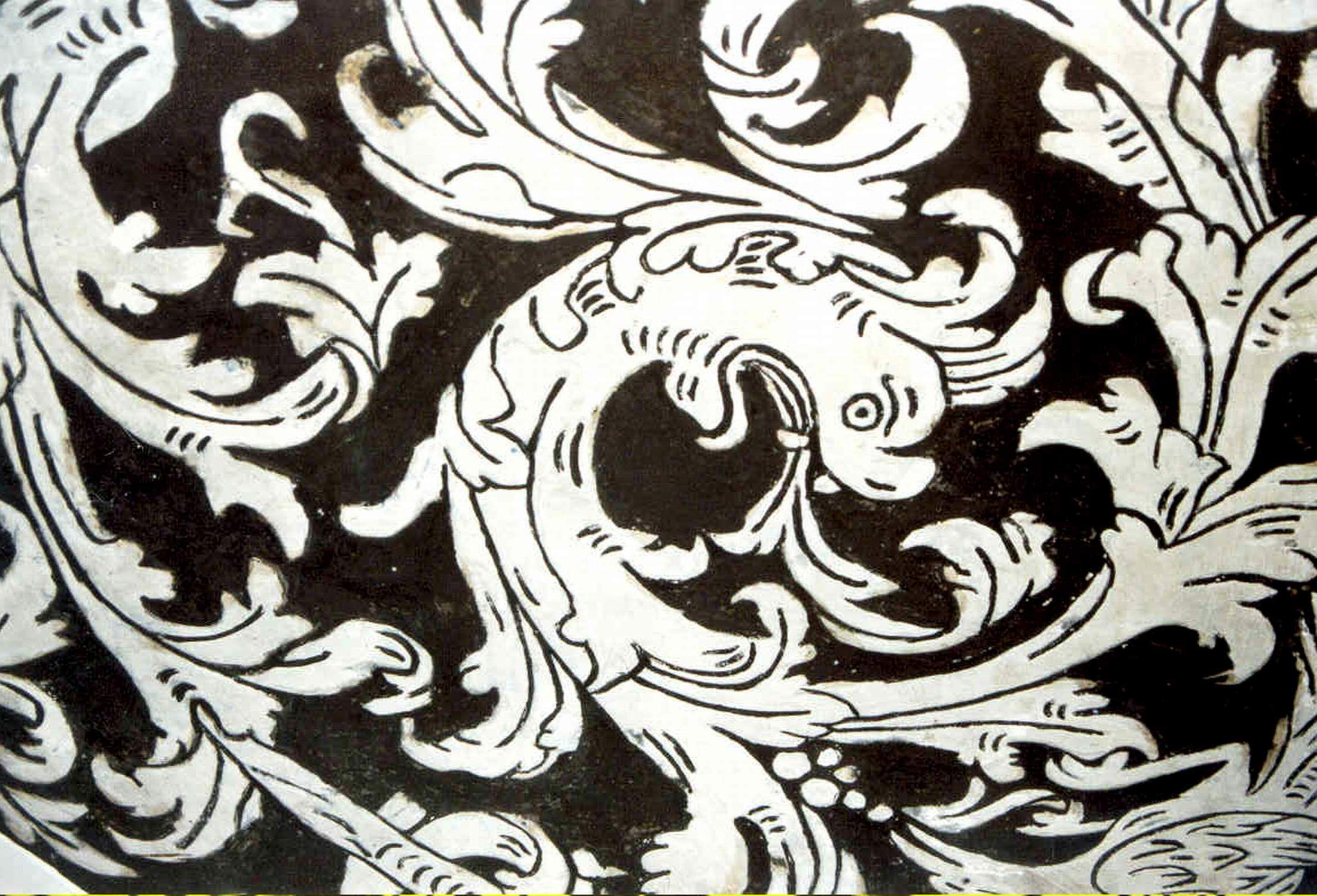
Detalle de esgrafiado en la iglesia de Nuestra Señora de los Ángeles (Valencia).
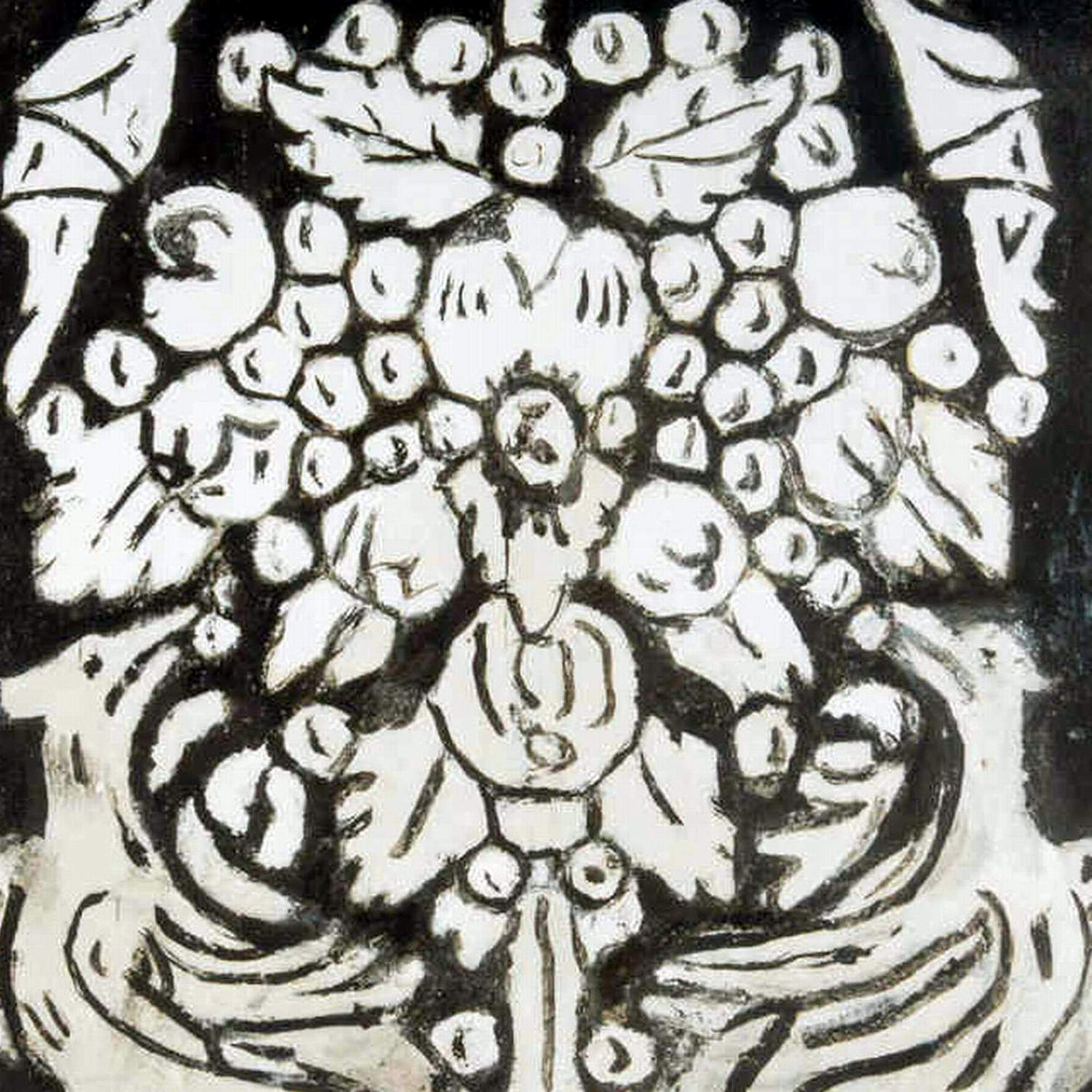
Detalle de esgrafiado en la iglesia de Nuestra Señora de los Ángeles (Valencia).
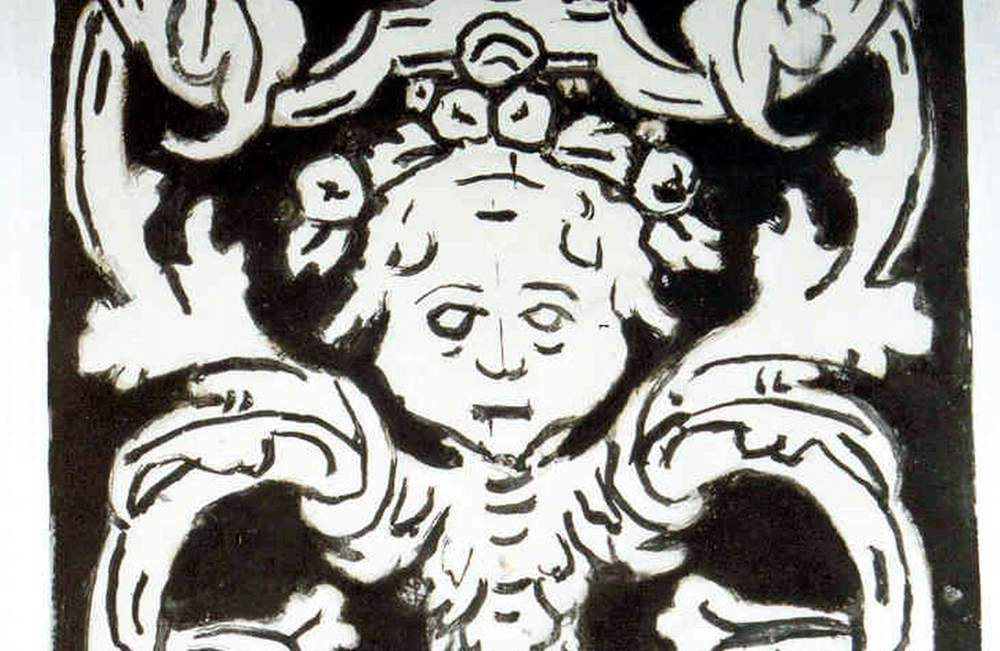
Detalle de esgrafiado en la iglesia de Nuestra Señora de los Ángeles (Valencia).
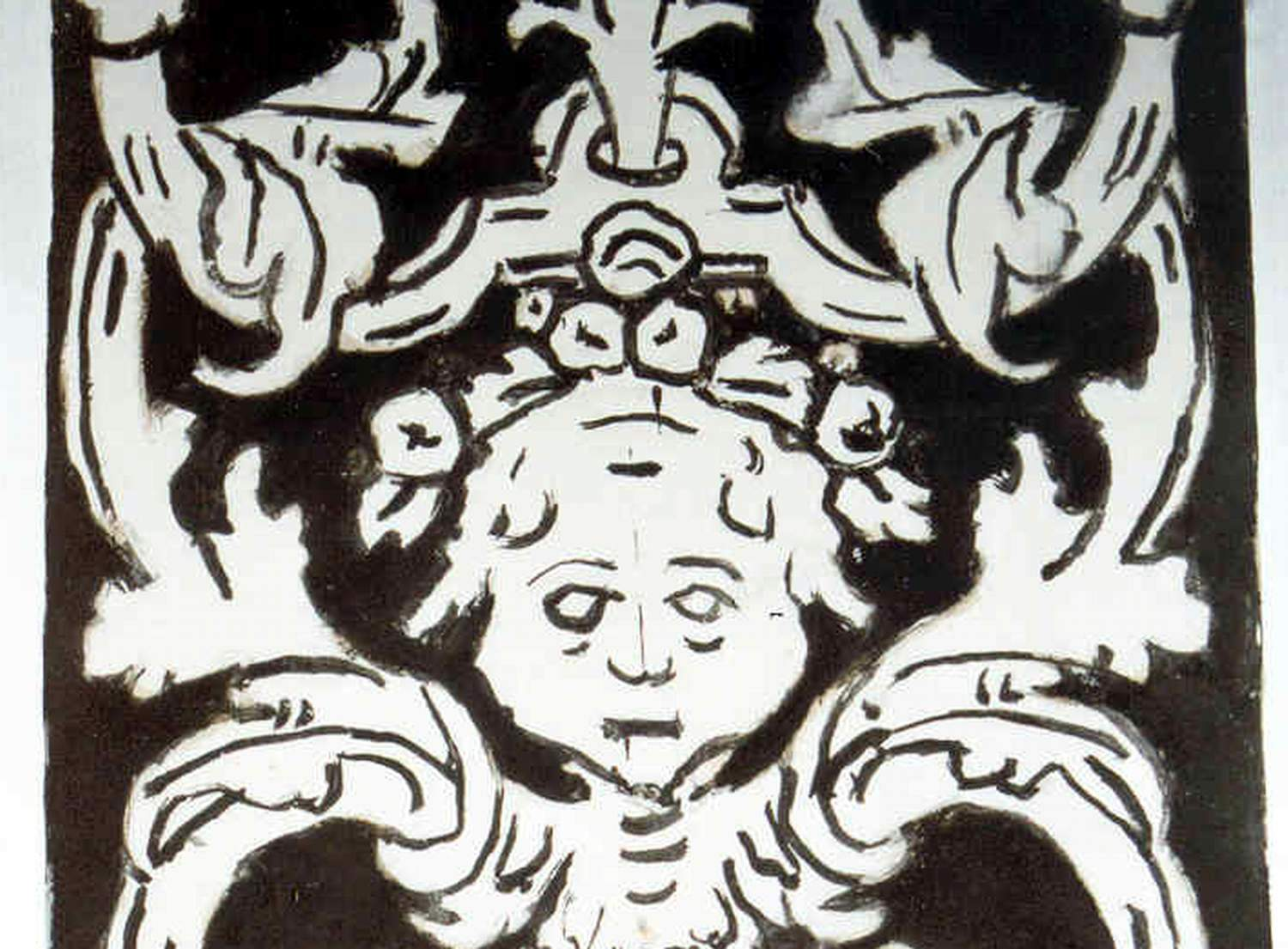
Detalle de esgrafiado en la iglesia de Nuestra Señora de los Ángeles (Valencia).